# Anaerobi facultatiu

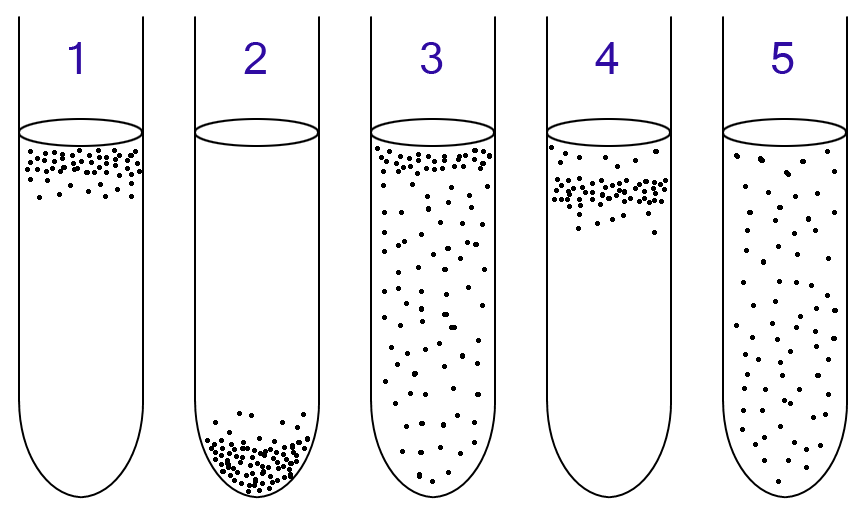
Els bacteris areobis i anaerobis poden ser identificats en un medi de cultiu líquid:
1. Aerobi obligat
2. Anaerobi obligat
3. Organisme anaerobi facultatiu (continuum amb "organisme aerobi facultatiu")
4. Microaeròfil
5. Aerotolerant

Un organisme anerobi facultatiu és un organisme, normalment un bacteri, que fa ATP per respiració aeròbica si està present l'oxigen però que en absència d'aquest és també capaç de canviar cap a la fermentació. En contrast, un organisme anaerobi obligat es mor en presència d'oxigen.
Alguns exemples d'organismes anaerobis facultatius són Staphylococcus (grampositiu), Escherichia coli (gramnegatiu), i Listeria (grampositiu). Certs fílums d'eucariotes són també anaerobis facultatius, incloent fongs com els llevats i molts invertebrats aquàtics com alguns poliquets. També hi ha leucòcits que circulen pel corrent sanguini que són anaerobis facultatius. Aquests inclouen neutròfils, monòcits i macròfags tissulars.}
Les concentracions d'oxigen i de material fermentable en l'ambient influencien l'ús dels organismes de la fermentació en contra la respiració aeròbica.